# Ханс Холбајн Млађи
Ханс Холбајн Млађи (1497. или 1498. Аугсбург — 1543. Лондон), био је немачки сликар, који је стварао у Базелу, а касније у Енглеској на двору Хенрија VIII. Припадао је међу познатије ренесансне сликаре и био веома славан у свом времену.
Холбајн је рођен у Аугзбургу, али је као млад уметник радио углавном у Базелу. У почетку је сликао мурале и верска дела, дизајнирао витраже и штампао књиге. Такође је повремено сликао портрете, остављајући свој међународни траг портретима хуманисте Дезидерија Еразма из Ротердама. Када је реформација стигла у Базел, Холбајн је радио за реформистичке клијенте док је наставио да служи традиционалним верским покровитељима. Његов касноготички стил обогаћен је уметничким трендовима у Италији, Француској и Холандији, као и ренесансним хуманизмом. Резултат је била комбинована естетика која је јединствено његова.
Холбајн је отпутовао у Енглеску 1526. године у потрази за послом уз препоруку Еразма. Био је добродошао у хуманистичком кругу Томаса Мора, где је брзо стекао високу репутацију. Вратио се у Базел на четири године, а затим је наставио каријеру у Енглеској 1532. године под покровитељством Ане Болејн и Томаса Кромвела. До 1535. био је краљевски сликар Хенрија VIII Енглеског. У овој улози израђивао је портрете и свечане украсе, као и дизајне за накит, тањире и друге драгоцене предмете. Његови портрети краљевске породице и племића су запис о двору у годинама када је Хенри потврђивао своју надмоћ над Енглеском црквом.
Холбајнова уметност је била цењена од почетка његове каријере. Француски песник и реформатор Николас Бурбон (старији) га је назвао „Апелом нашег времена“, што је типично признање у то време. Холбајн је такође описан као велики „јединствени“ случај у историји уметности, пошто није основао ниједну школу. Део његових радова је изгубљен након његове смрти, али је много прикупљено и он је препознат међу великим мајсторима портрета до 19. века. Недавне изложбе су такође истакле његову свестраност. Креирао је дизајн у распону од сложеног накита до монументалних фресака.
Холбајнова уметност се понекад назива реалистичком, јер је цртао и сликао са ретким прецизношћу. Његови портрети су у своје време били познати по својој сличности, а кроз његове очи су данас приказане многе познате личности његовог времена, као што су Еразмо и Мор. Међутим, он се никада није задовољио спољашњим изгледом; он је у своју уметност уградио слојеве симболике, алузије и парадокса, на трајну фасцинацију научника. По мишљењу историчара уметности Елиса Вотерхауса, његов портрет „остаје непревазиђен по сигурности и економичности исказа, продорности у карактер и комбинованом богатству и чистоти стила“.

## Биографија
Ханс Холбајн потиче из познате аугсбуршке уметничке породице. Његов отац Ханс Холбајн Старији (1465—1524) спадао је међу познатије сликаре тога времена, и од њега је син примио прве инструкције у сликарству. Сликао је у стилу Северне ренесансе. Са братом Амброзијусом (1494—1519) доселио се 1515. у Базел где је живео, уз повремена путовања у Француску и Италију.
Године 1519, у години када му је умро млађи брат Амброзијус, жени се Ханс Холбајн Млађи са четири године старијом Елизабетом Бинзеншток, удовицом једног Базелског кожара, што му је омогућило да постане члан Базелског удружења сликара које се звало: „Небеско удружење“, и тако постаје Холбајн 1520. грађанин Базела. Са Елизабетом је добио четворо деце три сина и једну ћерку. Ту је упознао многе уметнике и филозофе, попут низоземског хуманисте Еразма кога је Холбајн више пута портретирао. Холбајн је илустовао неке његове књиге, као и Библију у преводу Мартина Лутера. Уз Еразмову помоћ упознаје Холбајн Млађи хуманисту Томаса Мора који га снадбева са првим пословима, и који га касније упознаје са краљем Хенријем VIII. Покрет реформације није био склон изради слика, тако да се Холбајн преселио у Лондон. Од 1526. до 1528. живео је у Лондону. Холбајн је ту израдио многе портрете великаша на двору Хенрија VIII.
Године 1528, враћа се поново за Базел где проводи четири године, и 1532. коначно напушта Базел са својом породицом у правцу Лондона. Године 1536, Хенри VIII га је прогласио дворским сликарем.

## Портрети
Холбајн је увек прво израђивао детаљну студију модела оловком, мастилом и кредом. Овај шаблон би преносио на слику користећи мале отворе на слици на које је био нанесен угаљ. Касније је користио неку врсту угљеног индига. На скицама је веома детаљно обрађивао лица, али није цртао неке друге детаље, рецимо руке или одећу. На неким од портрета (Хенри VIII, Еразмо) видљива је карактеризација портретисаних личности.

## Значајнија дела
- Адам и Ева (1517) - Базел
- Христ у гробу (1521) - Базел
- Портрет Еразма Ротердамског (1523) - Лувр, Париз
- Портрет Томаса Мора (1527) Фрикова колекција, Њујорк
- Портрет супруге и две кћери (1529) - Базел
- Мадона градоначелника Мејера (1529) - Дармштат
- Трговац Георг Гизе (1532) - Галерија слика у Берлину
- Амбасадори (1533) - Национална Галерија, Лондон
- Кристина од Данске, војвоткиња Милана (1538) - Национална Галерија, Лондон
- Ана од Клеве (1539) - Лувр, Париз

## Занимљивост
Руски књижевник Фјодор Михајлович Достојевски био је снажно импресиониран Холбајновом сликом Христос у гробу коју је 1867. видео у Базелу. Ликови његовог романа Идиот, често дискутују о овој слици.